# ジョン・ビンガム (初代クランモリス男爵)
初代クランモリス男爵ジョン・ビンガム（英語: John Bingham, 1st Baron Clanmorris、1762年 – 1821年5月18日）は、アイルランド王国出身の政治家、貴族。

## 生涯
ヘンリー・ビンガム（Henry Bingham）とレティシア・デイリー（Letitia Daly、デニス・デイリーの娘）の息子として、1762年に生まれた。
1791年5月21日、アン・マリア・イェルヴァートン（Anne Maria Yelverton、1775年9月28日 – 1865年4月27日、初代アヴォンモア子爵バリー・イェルヴァートンの娘）と結婚、2男5女をもうけた。
- チャールズ・バリー（1796年 – 1829年） - 第2代クランモリス男爵
- デニス・アーサー（1808年 – 1847年） - 第3代クランモリス男爵
- レティシア・マリア（1832年没） - ロバート・フレンチ（Robert ffrench）と結婚
- アンナ・マリア（1866年1月21日没） - 1829年7月、ベンティンク・ウォルター・イェルヴァートン（1792年 – 1837年12月15日、ウォルター・アグリオンビー・イェルヴァートンの息子）と結婚
- ルイーザ・キャサリン（1891年5月14日没） - 1838年、ベンジャミン・チャップマン・フレデリック・イェルヴァートン（Benjamin Chapman Frederick Yelverton、1849年没、ウォルター・アグリオンビー・イェルヴァートンの息子）と結婚、子供あり
- キャロライン・ハリエット（1820年没）
- ジュリア - 生涯未婚

1797年から1800年2月までチュアム選挙区の代表としてアイルランド庶民院議員を務めた後、マンスター復帰不動産管理官（Escheator of Munster）に任命される形で議員を辞任した。
1800年7月31日、アイルランド貴族であるメイヨー県におけるニューブルックのクランモリス男爵に叙された。チュアム選挙区はビンガムをパトロンとする腐敗選挙区であり、ビンガムは選挙区の2議席の売却を野党と交渉していたが、与党がビンガムの出した値段である8,000ポンドを払った上でアイルランド貴族への叙爵を打診したため、与党に売却される運びとなった。
1821年5月18日に自領のメイヨー県ニューブルック（Newbrook）で死去、息子チャールズ・バリーが爵位を継承した。